# Nati nel 1973/Agosto
| Questa pagina contiene informazioni ricavate automaticamente dalle voci biografiche con l'ausilio del template Bio e di un bot. L'aggiornamento è periodico e automatico e ricostruisce completamente la pagina. Se manca una persona in questa lista, sei pregato di non aggiungerla, ma accertati piuttosto che la sua voce biografica contenga il template Bio e che i dati anagrafici siano correttamente compilati. Se il template Bio manca, inseriscilo tu stesso o, in alternativa, metti l'avviso {{tmp\|Bio}} che ne segnala la mancanza. Se i dati riportati sono sbagliati, correggi direttamente la voce biografica; le modifiche saranno visibili in questa lista entro pochi giorni. Per chiarimenti vedi il progetto biografie. La lista contiene solo le 357 persone che sono citate nell'enciclopedia e per le quali è stato implementato correttamente il template Bio. Pagina aggiornata al 2 ago 2025. |

- 1º agosto - Fahad Al-Ghesheyan, ex calciatore saudita
- 1º agosto - Matteo Reza Azchirvani, attore italiano
- 1º agosto - Mate Baturina, ex calciatore croato
- 1º agosto - Mario Bennett, ex cestista statunitense
- 1º agosto - Gregg Berhalter, allenatore di calcio e ex calciatore statunitense
- 1º agosto - Tempestt Bledsoe, attrice statunitense
- 1º agosto - Uri Cohen-Mintz, ex cestista israeliano
- 1º agosto - Marios Dīmītriou, ex calciatore cipriota
- 1º agosto - Les Hill, attore australiano
- 1º agosto - Kristen Holden-Ried, attore canadese
- 1º agosto - Torsten Lieberknecht, allenatore di calcio e ex calciatore tedesco
- 1º agosto - Eduardo Noriega, attore spagnolo
- 1º agosto - Tomislav Papeš, allenatore di calcio a 5 e ex giocatore di calcio a 5 croato
- 1º agosto - Edurne Pasaban, alpinista spagnola
- 1º agosto - Irina Poleščuk, ex pallavolista bielorussa
- 1º agosto - Daniel Runggaldier, ex sciatore alpino italiano
- 1º agosto - Heberley Sosa, ex calciatore uruguaiano
- 1º agosto - Vincent Van Quickenborne, politico belga
- 1º agosto - Takayuki Yamaguchi, ex calciatore giapponese
- 2 agosto - Dan Boren, politico statunitense
- 2 agosto - Bugo, cantautore italiano
- 2 agosto - Cho Jin-ho, calciatore e allenatore di calcio sudcoreano († 2017)
- 2 agosto - Alessandro Colasante, ex calciatore italiano
- 2 agosto - Éric Deflandre, allenatore di calcio e ex calciatore belga
- 2 agosto - Nade Dieu, attrice belga
- 2 agosto - Gian Mario Fragomeli, politico italiano
- 2 agosto - Karina Habšudová, ex tennista slovacca
- 2 agosto - Simon Kinberg, sceneggiatore, produttore cinematografico e regista statunitense
- 2 agosto - Natalie Lobela, ex cestista della Repubblica Democratica del Congo
- 2 agosto - José Luis Morales Martín, ex calciatore spagnolo
- 2 agosto - Emanuele Orsini, imprenditore e dirigente d'azienda italiano
- 2 agosto - Mirko Vuillermin, ex pattinatore di short track italiano
- 2 agosto - Jiří Zídek, ex cestista ceco
- 2 agosto - Renata Zocco, ex cestista italiana
- 3 agosto - Shin'ichirō Azumi, conduttore televisivo giapponese
- 3 agosto - Bassi Maestro, rapper, disc jockey e beatmaker italiano
- 3 agosto - Steve Bein, scrittore e insegnante statunitense
- 3 agosto - Marica Bodrožić, scrittrice tedesca
- 3 agosto - Jay Cutler, culturista e imprenditore statunitense
- 3 agosto - DJ Subroc, disc jockey e rapper statunitense († 1993)
- 3 agosto - Michael Ealy, attore statunitense
- 3 agosto - Abdelilah Fahmi, ex calciatore marocchino
- 3 agosto - Ana Ivis Fernández, pallavolista cubana
- 3 agosto - Stephen Graham, attore britannico
- 3 agosto - Kurt Grote, ex nuotatore statunitense
- 3 agosto - Pilar Llop, magistrato e politica spagnola
- 3 agosto - Allegra Lusini, cantautrice, musicista e produttrice discografica italiana
- 3 agosto - Chris Murphy, politico e avvocato statunitense
- 3 agosto - Nikos Ntampizas, ex calciatore greco
- 3 agosto - Stefania Paccagnella, ex pallavolista italiana
- 4 agosto - S. A. Cosby, scrittore statunitense
- 4 agosto - Jordi Llorens, ex cestista spagnolo
- 4 agosto - Xavier Marchand, ex nuotatore francese
- 4 agosto - Marcos Roberto Silveira Reis, ex calciatore brasiliano
- 4 agosto - Alex Molden, ex giocatore di football americano statunitense
- 4 agosto - Dirk Müller, ex ciclista su strada tedesco
- 4 agosto - Bəxtiyar Musaev, ex calciatore azero
- 4 agosto - Marek Penksa, ex calciatore slovacco
- 4 agosto - Yoelbi Quesada, ex triplista cubano
- 4 agosto - Peter Tsekenis, allenatore di calcio e ex calciatore australiano
- 4 agosto - Javier de Pedro, ex calciatore spagnolo
- 5 agosto - Lorri Bagley, attrice statunitense
- 5 agosto - Augustin Călin, ex calciatore rumeno
- 5 agosto - Giò Di Tonno, cantante, cantautore e attore teatrale italiano
- 5 agosto - Timur Džabrailov, dirigente sportivo e ex calciatore russo
- 5 agosto - Sergej Efremov, politico e militare russo († 2025)
- 5 agosto - Ethan Erickson, attore statunitense
- 5 agosto - Michael Hollick, attore statunitense
- 5 agosto - Mika Kawamura, fumettista giapponese
- 5 agosto - Elton Koça, ex calciatore albanese
- 5 agosto - Justin Marshall, ex rugbista a 15, conduttore televisivo e imprenditore neozelandese
- 5 agosto - Maren Meinert, ex calciatrice e allenatrice di calcio tedesca
- 5 agosto - Nikos Nikolaou, ex calciatore cipriota
- 5 agosto - Sean Sherk, artista marziale misto statunitense
- 6 agosto - Asia Carrera, ex attrice pornografica statunitense
- 6 agosto - Emanuel Couto, ex tennista portoghese
- 6 agosto - Tomislav Dončev, politico bulgaro
- 6 agosto - Michele Dotti, attore e scrittore italiano
- 6 agosto - Vera Farmiga, attrice, produttrice televisiva e regista statunitense
- 6 agosto - Uwe Gospodarek, ex calciatore tedesco
- 6 agosto - Grzegorz Kotowicz, ex canoista polacco
- 6 agosto - Donna Lewis, cantante e musicista gallese
- 6 agosto - Stuart O'Grady, ex ciclista su strada e pistard australiano
- 6 agosto - Stephen Silas, allenatore di pallacanestro e ex cestista statunitense
- 6 agosto - Marcelo Tejera, ex calciatore uruguaiano
- 6 agosto - Ihor Vovčančyn, artista marziale misto e kickboxer ucraino
- 7 agosto - Gabriele Ambrosetti, allenatore di calcio, dirigente sportivo e ex calciatore italiano
- 7 agosto - Cliò, cantante italiana
- 7 agosto - Laurent Gamet, giurista e avvocato francese
- 7 agosto - Sergej Kočetkov, schermidore russo
- 7 agosto - Florent Laville, ex calciatore francese
- 7 agosto - Zane Lowe, disc jockey, conduttore radiofonico e conduttore televisivo neozelandese
- 7 agosto - Martín Menacho, ex calciatore boliviano
- 7 agosto - Kevin Muscat, allenatore di calcio e ex calciatore australiano
- 7 agosto - Kimmo Rintanen, allenatore di hockey su ghiaccio e ex hockeista su ghiaccio finlandese
- 7 agosto - Robbie Rivera, disc jockey statunitense
- 7 agosto - Henry Zambrano, ex calciatore colombiano
- 8 agosto - Lars Carlsson, ex fondista svedese
- 8 agosto - Garth Joseph, ex cestista dominicense
- 8 agosto - Gustavo Lillo, ex calciatore argentino
- 8 agosto - Senta Moses, attrice statunitense
- 8 agosto - Laurent Sciarra, ex cestista e allenatore di pallacanestro francese
- 8 agosto - Scott Stapp, cantautore e filantropo statunitense
- 8 agosto - Lajos Szűcs, allenatore di calcio e ex calciatore ungherese
- 8 agosto - Abdellah Taïa, scrittore, regista e sceneggiatore marocchino
- 8 agosto - Mark Wills, cantautore statunitense
- 9 agosto - Carlo Budel, scrittore italiano
- 9 agosto - Jean-François Go, ex calciatore francese
- 9 agosto - Bert Hiemstra, ex ciclista su strada olandese
- 9 agosto - Filippo Inzaghi, allenatore di calcio e ex calciatore italiano
- 9 agosto - Jimmy King, ex cestista statunitense
- 9 agosto - Kevin McKidd, attore scozzese
- 9 agosto - Art'owr Mkrtčyan, allenatore di calcio e ex calciatore armeno
- 9 agosto - Oleksandr Ponomar'ov, cantante e musicista ucraino
- 9 agosto - Håvard Solbakken, ex fondista norvegese
- 9 agosto - Moguai, produttore discografico e disc jockey tedesco
- 9 agosto - Maksatbek Toktomushev, personalità religiosa kirghiso
- 9 agosto - Hideki Tsukamoto, allenatore di calcio e ex calciatore giapponese
- 10 agosto - Emin Ağayev, allenatore di calcio e ex calciatore azero
- 10 agosto - Ioan Ganea, allenatore di calcio e ex calciatore rumeno
- 10 agosto - Raman Haloŭčenka, politico e diplomatico bielorusso
- 10 agosto - Jennifer Hanson, cantautrice statunitense
- 10 agosto - Lisa Raymond, allenatrice di tennis e ex tennista statunitense
- 10 agosto - Daijirō Takakuwa, allenatore di calcio e ex calciatore giapponese
- 10 agosto - Javier Zanetti, dirigente sportivo e ex calciatore argentino
- 10 agosto - Marcus Ziegler, ex calciatore tedesco
- 11 agosto - Jurij Aksënov, ex calciatore russo
- 11 agosto - Kristin Armstrong, ex ciclista su strada statunitense
- 11 agosto - Andy Bloom, ex pesista e discobolo statunitense
- 11 agosto - Tomáš Gerich, ex calciatore slovacco
- 11 agosto - Nigel Harman, attore e cantante inglese
- 11 agosto - Īlias Kantzourīs, allenatore di pallacanestro greco
- 11 agosto - George Jacob Koovakad, cardinale e arcivescovo cattolico indiano
- 11 agosto - Vitalij Kosovs'kyj, allenatore di calcio e ex calciatore ucraino
- 11 agosto - Luis Alberto Lacalle Pou, politico uruguaiano
- 11 agosto - Sérgio Lomba, ex calciatore mozambicano
- 11 agosto - Antônio Monteiro Dutra, ex calciatore brasiliano
- 11 agosto - Ruberth Morán, ex calciatore venezuelano
- 11 agosto - Kiatisuk Senamuang, allenatore di calcio e ex calciatore thailandese
- 11 agosto - Tommy Svindal Larsen, allenatore di calcio e ex calciatore norvegese
- 12 agosto - Joseba Beloki, ex ciclista su strada spagnolo
- 12 agosto - Latasha Byears, ex cestista statunitense
- 12 agosto - Jonathan Coachman, giornalista statunitense
- 12 agosto - Fausto De Angelis, politico italiano
- 12 agosto - Mark Iuliano, allenatore di calcio e ex calciatore italiano
- 12 agosto - Shigeru Morioka, allenatore di calcio e ex calciatore giapponese
- 12 agosto - Muqtada al-Sadr, politico iracheno
- 12 agosto - Manrico Padovani, violinista, direttore d'orchestra e compositore svizzero
- 12 agosto - Roman Volod'kov, tuffatore ucraino
- 12 agosto - Mark Zabel, canoista tedesco
- 12 agosto - Enrico Zanetti, politico e economista italiano
- 13 agosto - Brittany Andrews, attrice pornografica e regista statunitense
- 13 agosto - Esmail Halali, ex calciatore iraniano
- 13 agosto - DJ Ross, disc jockey e produttore discografico italiano
- 13 agosto - Pietro Pulcini, attore e comico italiano
- 13 agosto - Kamila Shamsie, scrittrice britannica
- 13 agosto - Ryōko Shinohara, attrice e cantante giapponese
- 13 agosto - Sjarhej Štanjuk, ex calciatore bielorusso
- 13 agosto - Mara Yamauchi, maratoneta e mezzofondista britannica
- 14 agosto - Alessandro Bertolucci, attore italiano
- 14 agosto - Romane Bohringer, attrice francese
- 14 agosto - Jared Borgetti, ex calciatore messicano
- 14 agosto - Francesco Emilio Borrelli, politico e giornalista italiano
- 14 agosto - Jacob Brent, ballerino, coreografo e attore statunitense
- 14 agosto - Ciro Caruso, ex calciatore italiano
- 14 agosto - Cristiano Cordeiro, allenatore di calcio e ex calciatore brasiliano
- 14 agosto - Tony Gustavsson, allenatore di calcio e ex calciatore svedese
- 14 agosto - Mariano Hood, allenatore di tennis e ex tennista argentino
- 14 agosto - Daisuke Ishiwatari, programmatore, illustratore e compositore giapponese
- 14 agosto - Mike Mamula, ex giocatore di football americano statunitense
- 14 agosto - Emiliano Mulieri, ex rugbista a 15 argentino
- 14 agosto - Jay-Jay Okocha, ex calciatore nigeriano
- 14 agosto - Kieren Perkins, ex nuotatore australiano
- 14 agosto - Marco Traniello, giocatore di poker italiano
- 14 agosto - Vladimir Vujasinović, ex pallanuotista e allenatore di pallanuoto serbo
- 15 agosto - Lubna Azabal, attrice belga
- 15 agosto - Juan Gil Navarro, attore argentino
- 15 agosto - Marcus Jones, ex artista marziale misto e ex giocatore di football americano statunitense
- 15 agosto - Nebojša Krupniković, ex calciatore serbo
- 15 agosto - Jon Ander Lambea, ex calciatore spagnolo
- 15 agosto - Heather Landymore, schermitrice canadese
- 15 agosto - José Alexandre Alves Lindo, ex calciatore brasiliano
- 15 agosto - Roberta Lombardi, politica italiana
- 15 agosto - Tyler-Jane Mitchel, attrice neozelandese
- 15 agosto - Tomas Nygård, ex calciatore finlandese
- 15 agosto - Adnan Sami, cantante, musicista e attore indiano
- 15 agosto - Natallja Sazanovič, ex multiplista e lunghista bielorussa
- 15 agosto - Berni Tamames, ex cestista spagnolo
- 15 agosto - Atom Willard, batterista statunitense
- 16 agosto - Ana Galindo, ex sciatrice alpina spagnola
- 16 agosto - Krzysztof Kołomański, ex canoista polacco
- 16 agosto - Markus Oberleitner, ex calciatore tedesco
- 16 agosto - Børge Rannestad, ex calciatore norvegese
- 16 agosto - Milan Rapaić, ex calciatore croato
- 16 agosto - Sandrine Soubeyrand, allenatrice di calcio e ex calciatrice francese
- 16 agosto - Tico-Tico, ex calciatore mozambicano
- 16 agosto - Osamu Umeyama, ex calciatore giapponese
- 17 agosto - Thomas Bergamelli, ex sciatore alpino italiano
- 17 agosto - Tim Forsyth, ex altista australiano
- 17 agosto - Daniel Hope, violinista sudafricano
- 17 agosto - Vladimir Lebed', ex calciatore ucraino
- 17 agosto - Maurizio Leone, mezzofondista italiano
- 17 agosto - Márk Marsi, ex schermidore ungherese
- 17 agosto - Mickaël Pagis, ex calciatore francese
- 17 agosto - A.J. Wood, ex calciatore statunitense
- 18 agosto - Victoria Coren, giornalista, conduttrice televisiva e scrittrice britannica
- 18 agosto - Geppi Cucciari, conduttrice televisiva, conduttrice radiofonica e attrice cinematografica italiana
- 18 agosto - Gabriel Naddaf, presbitero palestinese
- 18 agosto - Martin Prohászka, ex calciatore slovacco
- 18 agosto - Tomaž Žemva, ex biatleta sloveno
- 19 agosto - Ahmed Best, attore, doppiatore e regista statunitense
- 19 agosto - Juan Carlos Carcedo, allenatore di calcio e ex calciatore spagnolo
- 19 agosto - Ana Valeria Dini, attrice italiana
- 19 agosto - Lee Woo-young, ex calciatore sudcoreano
- 19 agosto - Marco Materazzi, allenatore di calcio e ex calciatore italiano
- 19 agosto - Rodrigo Pérez, ex calciatore cileno
- 19 agosto - Roy Rogers, allenatore di pallacanestro e ex cestista statunitense
- 19 agosto - Stefano Sartori, ex sciatore d'erba italiano
- 19 agosto - Mette-Marit Tjessem Høiby, principessa norvegese
- 19 agosto - Ján Valach, dirigente sportivo e ex ciclista su strada slovacco
- 19 agosto - Simona Zani, allenatrice di calcio e ex calciatrice italiana
- 20 agosto - Alban Bushi, allenatore di calcio, dirigente sportivo e ex calciatore albanese
- 20 agosto - Gianluca Caporaso, scrittore italiano
- 20 agosto - Dong Jiong, ex giocatore di badminton cinese
- 20 agosto - Scott Goodman, ex nuotatore australiano
- 20 agosto - Marek Hollý, ex calciatore slovacco
- 20 agosto - Andrej Nutrichin, ex fondista russo
- 20 agosto - Park Chul, ex calciatore sudcoreano
- 20 agosto - Naoko Sawamatsu, ex tennista giapponese
- 20 agosto - Dragoslava Žakula, ex cestista serba
- 21 agosto - Salem Al-Alawi, ex calciatore saudita
- 21 agosto - Sergey Brin, imprenditore russo
- 21 agosto - Salvador Cabrera, ex calciatore messicano
- 21 agosto - Eugène Dadi, ex calciatore ivoriano
- 21 agosto - Thomas Hickersberger, allenatore di calcio e ex calciatore austriaco
- 21 agosto - Jiang Xu, ex cestista cinese
- 21 agosto - Robert Malm, ex calciatore togolese
- 21 agosto - Steve McKenna, allenatore di hockey su ghiaccio, dirigente sportivo e ex hockeista su ghiaccio canadese
- 21 agosto - Heather Moody, ex pallanuotista statunitense
- 21 agosto - Simona Muzzioli, ex ciclista su strada italiana
- 21 agosto - Ramaz Paliani, pugile georgiano
- 21 agosto - Emerson Pereira da Silva, ex calciatore brasiliano
- 21 agosto - Hamilton Thorp, ex calciatore australiano
- 21 agosto - Nikolaj Valuev, ex pugile russo
- 22 agosto - Jeff Biehl, attore e musicista statunitense
- 22 agosto - Okkert Brits, ex astista sudafricano
- 22 agosto - Beenie Man, cantante giamaicano
- 22 agosto - Francesco Dolce, allenatore di hockey su pista e ex hockeista su pista italiano
- 22 agosto - Howie Dorough, cantautore, musicista e attore statunitense
- 22 agosto - Grégory Doucet, politico francese
- 22 agosto - Shannon Forrest, batterista e percussionista statunitense
- 22 agosto - Gianna Fratta, direttrice d'orchestra e pianista italiana
- 22 agosto - Robbi Gubitosa, allenatore di pallacanestro svizzero
- 22 agosto - Rick Hughes, ex cestista statunitense
- 22 agosto - Laurent Lafitte, attore e umorista francese
- 22 agosto - Heidi Lenhart, attrice e doppiatrice statunitense
- 22 agosto - Gianluca Nannelli, pilota motociclistico italiano
- 22 agosto - Giorgio Vinella, pilota automobilistico italiano
- 22 agosto - Kristen Wiig, attrice e comica statunitense
- 22 agosto - Eurelijus Žukauskas, ex cestista lituano
- 22 agosto - João de Ceita Nazaré, vescovo cattolico saotomense
- 23 agosto - Morris Corti, disc jockey e produttore discografico italiano
- 23 agosto - Joey Cramer, attore canadese
- 23 agosto - Jürgen Kauz, ex calciatore austriaco
- 23 agosto - Juan Manuel Márquez, pugile messicano
- 23 agosto - Ulrich Schmack, imprenditore e dirigente d'azienda tedesco
- 23 agosto - Eduardo Sepulveda Puerto, schermidore spagnolo
- 23 agosto - Charlotte Smith, ex cestista e allenatrice di pallacanestro statunitense
- 23 agosto - Chelsi Smith, modella statunitense († 2018)
- 23 agosto - Giovanni Vernia, comico, attore e conduttore radiofonico italiano
- 23 agosto - Lukáš Vydra, ex mezzofondista ceco
- 23 agosto - Olena Župina, tuffatrice ucraina
- 24 agosto - Corrado Antani, scrittore, sceneggiatore e drammaturgo italiano
- 24 agosto - Alberto Brembilla, ex cestista italiano
- 24 agosto - Inge de Bruijn, ex nuotatrice olandese
- 24 agosto - Andrew Brunette, allenatore di hockey su ghiaccio e ex hockeista su ghiaccio canadese
- 24 agosto - Dave Chappelle, attore, sceneggiatore e comico statunitense
- 24 agosto - Grey DeLisle, attrice, cantante e doppiatrice statunitense
- 24 agosto - Carmine Giovinazzo, attore statunitense
- 24 agosto - Ele Keats, attrice statunitense
- 24 agosto - Taylor Mac, artista, commediografo e regista teatrale statunitense
- 24 agosto - Barret Oliver, attore e fotografo statunitense
- 24 agosto - Fabio Pecchia, allenatore di calcio e ex calciatore italiano
- 25 agosto - Rossella Acerbo, doppiatrice, direttrice del doppiaggio e dialoghista italiana
- 25 agosto - Fatih Akın, regista, sceneggiatore e produttore cinematografico tedesco
- 25 agosto - Francesco Cannito, regista italiano
- 25 agosto - Ben Falcone, attore e regista statunitense
- 25 agosto - Hayko, cantante, cantautore e musicista armeno († 2021)
- 25 agosto - Andre Johnson, ex giocatore di football americano statunitense
- 25 agosto - Martin Kušev, allenatore di calcio e ex calciatore bulgaro
- 25 agosto - Ryūji Michiki, ex calciatore giapponese
- 25 agosto - Lee Robertson, ex calciatore scozzese
- 25 agosto - Gianluca Rocchi, ex arbitro di calcio italiano
- 25 agosto - Roar Uthaug, regista norvegese
- 26 agosto - Danilo Formaggia, tenore italiano
- 26 agosto - Laurent Huard, dirigente sportivo, allenatore di calcio e ex calciatore francese
- 26 agosto - Andy Muschietti, regista e sceneggiatore argentino
- 26 agosto - Olena Oberemko, ex cestista ucraina
- 26 agosto - Heini Stocker, ex calciatore liechtensteinese
- 26 agosto - Gunner Wright, attore statunitense
- 26 agosto - Charles Yohane, calciatore zimbabwese († 2022)
- 27 agosto - Danny Coyne, allenatore di calcio e ex calciatore gallese
- 27 agosto - Dietmar Hamann, allenatore di calcio e ex calciatore tedesco
- 27 agosto - Tetsuya Okayama, ex calciatore giapponese
- 27 agosto - Catherine Scott, ex ostacolista e velocista giamaicana
- 27 agosto - Hok Sochetra, allenatore di calcio e ex calciatore cambogiano
- 28 agosto - Mario Alfieri, allenatore di calcio e ex calciatore italiano
- 28 agosto - Matthew John Armstrong, attore statunitense
- 28 agosto - Giuliano Boursier, produttore discografico, arrangiatore e direttore d'orchestra italiano
- 28 agosto - Gionata Costa, musicista italiano
- 28 agosto - Irina Dvorovenko, ballerina e attrice ucraina
- 28 agosto - Marie Frank, cantante danese
- 28 agosto - Dolly Golden, ex attrice pornografica francese
- 28 agosto - Andy Karl, attore e cantante statunitense
- 28 agosto - Kirby Morrow, attore, doppiatore e scrittore canadese († 2020)
- 28 agosto - Paavo Puurunen, ex sciatore nordico finlandese
- 28 agosto - J. August Richards, attore statunitense
- 28 agosto - Goran Savanović, ex cestista serbo
- 28 agosto - Armen Shahgeldyan, allenatore di calcio e ex calciatore armeno
- 28 agosto - Takashi Takeuchi, illustratore giapponese
- 29 agosto - Sinn Bodhi, wrestler canadese
- 29 agosto - Maksim Bokov, allenatore di calcio e ex calciatore russo
- 29 agosto - Daniel Burman, regista cinematografico, sceneggiatore e produttore cinematografico argentino
- 29 agosto - Lars-Gunnar Carlstrand, ex calciatore svedese
- 29 agosto - Christian Deißenböck, ex sciatore alpino tedesco
- 29 agosto - Gennaro Di Carlo, allenatore di pallacanestro italiano
- 29 agosto - Olivier Jacque, pilota motociclistico francese
- 29 agosto - Jermane Mayberry, ex giocatore di football americano statunitense
- 29 agosto - Fleur Pellerin, dirigente d'azienda, ex politica e funzionaria francese
- 29 agosto - Reinhold Rainer, ex slittinista italiano
- 29 agosto - Tom Six, regista, sceneggiatore e produttore cinematografico olandese
- 29 agosto - Jason Spisak, attore, doppiatore e produttore cinematografico statunitense
- 29 agosto - Thomas Tuchel, allenatore di calcio e ex calciatore tedesco
- 29 agosto - Alexi Zentner, scrittore canadese
- 30 agosto - Ana Birchall, politica e avvocato rumena
- 30 agosto - Claudia Bokel, ex schermitrice tedesca
- 30 agosto - Guardian Angel, musicista italiano
- 30 agosto - Ilaria D'Amico, conduttrice televisiva, giornalista e attivista italiana
- 30 agosto - Alfredo D'Attorre, politico e filosofo italiano
- 30 agosto - Sophie Dodemont, arciera francese
- 30 agosto - Kimberley Joseph, attrice canadese
- 30 agosto - Maino, rapper statunitense
- 30 agosto - Marco Pettenello, sceneggiatore italiano
- 30 agosto - Elena Pianta, fumettista italiana
- 30 agosto - Pablo Sanz, allenatore di calcio, dirigente sportivo e ex calciatore spagnolo
- 31 agosto - Giuseppe Campione, calciatore italiano († 1994)
- 31 agosto - Elin Ek, ex fondista svedese
- 31 agosto - Helena Elinder, schermitrice svedese
- 31 agosto - Reggie Geary, ex cestista e allenatore di pallacanestro statunitense
- 31 agosto - Régis Genaux, allenatore di calcio e calciatore belga († 2008)
- 31 agosto - Ilario, disc jockey e conduttore radiofonico italiano
- 31 agosto - Priest Lauderdale, ex cestista statunitense
- 31 agosto - Lee So-young, fumettista sudcoreana
- 31 agosto - Scott Niedermayer, allenatore di hockey su ghiaccio e ex hockeista su ghiaccio canadese
- 31 agosto - Mary Peltola, politica statunitense
- 31 agosto - Kenneth Sivertsen, ex sciatore alpino norvegese
- 31 agosto - Manuel Sol, ex calciatore messicano